# Jean-Thomas Nordmann
Jean-Thomas Nordmann este un om politic francez, membru al Parlamentului European în perioada 1999-2004 din partea Franței. 
1. ↑  Autoritatea BnF, accesat în 31 decembrie 2019
2. ↑  Autoritatea BnF, accesat în 10 octombrie 2015
3. 1 2 3  Deputații în Parlamentul European